# Kozubivka, Domanivka
Kozubivka (în ucraineană Козубівка) este localitatea de reședință a comunei Kozubivka din raionul Domanivka, regiunea Mîkolaiiv, Ucraina.

## Demografie
Componența lingvistică a localității Kozubivka
     Ucraineană (92,93%)
     Română (2,59%)
     Rusă (2,31%)
     Alte limbi (0,55%)
Conform recensământului din 2001, majoritatea populației localității Kozubivka era vorbitoare de ucraineană (92,93%), existând în minoritate și vorbitori de română (2,59%), rusă (2,31%) și găgăuză (1,63%).